# Virtual Extensible LAN
Virtual Extensible LAN (VXLAN)  является технологией сетевой виртуализации, созданной для решения проблем масштабируемости в больших системах облачных вычислений.  Она использует схожую с VLAN технику для MAC инкапсуляции Layer 2 Ethernet кадров в UDP-пакеты, порт 4789.
VXLAN является развитием усилий по стандартизации на оверлейном протоколе инкапсуляции. Он увеличивает масштабируемость до 16 миллионов логических сетей и позволяет сетям 2 уровня одновременно сосуществовать по IP-сетям. При этом multicast или unicast (с Head-End Replication) используются для передачи широковещательного трафика (broadcast, multicast и Unicast flood).
Спецификация VXLAN первоначально была создана VMware и Cisco. Также технология поддерживается MikroTik, ADVA, Arista Networks, Broadcom, Citrix, Cumulus Linux, Red Hat, Nuagenetworks и Huawei.